# Park Se-young
Đây là một tên người Triều Tiên, họ là Park.
Park Se-young (tiếng Hàn: 박세영, sinh ngày 30 tháng 7 năm 1988) là một nữ diễn viên người Hàn Quốc. Cô bắt đầu được nhiều người chú ý qua vai phụ trong hai bộ phim truyền hình Thần y và Tuổi 17. Sau đó, cô liên tiếp nhận được sự ưu ái của các nhà làm phim với vai chính trong nhiều bộ phim, như Tìm lại yêu thương (2013), Ngày vinh quang (2014) và The Cat Funeral (2015).

## Sự nghiệp
Park Se-young xuất hiện trên truyền hình lần đầu tiên vào năm 2011, cô nhận được nhiều sự chú ý khi xuất hiện trong MV ca nhạc Know Your Name của Jay Park. Sau đó, cô lần lượt thủ vai phụ trong nhiều bộ phim truyền hình, như Nếu còn có ngày mai, Người đàn ông đến từ xích đạo, Love Rain, Thần y, và Tuổi 17.
Năm 2013, Park Se-young được giao cho vai chính đầu tiên trong bộ phim tình cảm Tìm lại yêu thương. Ngoài ra, cô còn trở thành MC cho chương trình âm nhạc Music Bank.
Đầu năm 2014, Park Se-young xuất hiện trong mùa 4 của chương trình truyền hình thực tế We Got Married bên cạnh "chồng hờ" là nam ca sĩ Wooyoung của nhóm nhạc thần tượng Hàn Quốc 2PM. Bên cạnh đó, cô còn được các nhà làm phim đánh giá cao khi giao cho cô vai chính trong bộ phim truyền hình cuối tuần Ngày vinh quang. Cuối năm 2014, Park Se-young khá bận rộn với dự án hai bộ phim điện ảnh lớn là Fashion King (ra mắt vào đầu tháng 11) và The Cat Funeral (ra mắt vào tháng giêng, 2015).

## Các phim đã tham gia

### Phim điện ảnh
| Năm  | Tên phim        | Vai diễn     |
| ---- | --------------- | ------------ |
| 2014 | Fashion King    | Park Hye-jin |
| 2015 | The Cat Funeral | Jae-hee      |

### Phim truyền hình
| Năm  | Tên phim                      | Vai diễn                        | Nhà đài |
| ---- | ----------------------------- | ------------------------------- | ------- |
| 2011 | Nếu còn có ngày mai           | Seo Yoo-jin                     | SBS     |
| 2012 | Người đàn ông đến từ xích đạo | Choi Soo-mi lúc nhỏ             | KBS2    |
| 2012 | Love Rain                     | Lee Mi-ho                       | KBS2    |
| 2012 | Thần y                        | Công chúa Noguk                 | SBS     |
| 2012 | Tuổi 17                       | Song Ha-kyung                   | KBS2    |
| 2013 | Mỹ nam nhà bên                | Nghệ sĩ mới (khách mời, tập 16) | tvN     |
| 2013 | Tìm lại yêu thương            | Choi Se-young                   | KBS1    |
| 2013 | Học đường 2013                | Song Ha-Gyeong                  | KBS2    |
| 2014 | Ngày vinh quang               | Jung Da-jung                    | SBS     |

## Chương trình thực tế
| Năm  | Tên chương trình | Nhà đài | Ghi chú                                          |
| ---- | ---------------- | ------- | ------------------------------------------------ |
| 2013 | Music Bank       | KBS2    | MC                                               |
| 2014 | We Got Married   | MBC     | đóng cặp với Jang Woo-young (thành viên của 2PM) |

## MV
| Năm  | Tên ca khúc    | Nghệ sĩ  |
| ---- | -------------- | -------- |
| 2012 | Know Your Name | Jay Park |

## Album
| Năm  | Tên album                                                 | Tên ca khúc          | Ca sĩ                            | Ghi chú       |
| ---- | --------------------------------------------------------- | -------------------- | -------------------------------- | ------------- |
| 2013 | The Rainbowbridge Project PT.1                            | Shall We Dance       | Park Se-young ft. Standing Egg   |               |
| 2014 | The Artist Diary Project PT.8                             | Expect Me (내게기대) | Standing Egg ft. Park Se-young   | Album hợp tác |
| 2014 | We Got Married: Park Se-young, Jang Woo-young Couple Song | 깍지 낀 두 손 커플송 | Park Se-young ft. Jang Woo-young | Album song ca |

## Giải thưởng và đề cử
| Năm  | Giải thưởng                                | Hạng mục                                                     | Phim                                     | Kết quả   |
| ---- | ------------------------------------------ | ------------------------------------------------------------ | ---------------------------------------- | --------- |
| 2012 | Giải thưởng truyền hình SBS                | Ngôi sao mới                                                 | Thần y                                   | Đoạt giải |
| 2012 | Giải thưởng truyền hình KBS                | Nữ diễn viên mới xuất sắc nhất                               | Love Rain, Người đàn ông đến từ xích đạo | Đề cử     |
| 2013 | Giải thưởng Nghệ thuật Baeksang lần thứ 49 | Nữ diễn viên mới xuất sắc nhất (Hạng mục "Phim truyền hình") | Thần y                                   | Đề cử     |
| 2013 | Giải thưởng truyền hình KBS                | Nữ diễn viên mới xuất sắc nhất                               | Tìm lại yêu thương                       | Đề cử     |
| 2013 | Giải thưởng truyền hình KBS                | Giải thưởng xuất sắc, Nữ diễn viên thể loại phim truyền hình | Tìm lại yêu thương                       | Đề cử     |